# Mohammed Tounsi
Pour les articles homonymes, voir Tounsi.
Mohammed Tounsi (en arabe : محمد التونسي), est un footballeur marocain qui évoluait au poste de milieu de terrain.

## Biographie
Il est l'un des meilleurs joueurs de la génération du FUS des années 50. Véritable pilier du milieu de terrain du FUS, il est pendant plusieurs saisons capitaine du club.
Mohammed Tounsi participe à la finale malheureuse de la Coupe du Maroc 1959-1960, perdue par le FUS 1 but à 0 face au Mouloudia Club d'Oujda, le 24 avril 1960 au Stade d'honneur à Casablanca.

## Palmarès
- Finaliste de la Coupe du Trône en 1960 avec le FUS de Rabat.